# Bøhmand (spil)
Bøhmand eller Hvem er bange for bøhmanden? er et traditionelt tysk børnespil. Spillet blev allerede beskrevet i detaljer af Johann Christoph Friedrich GutsMuths i 1796.

## Beskrivelse
Spillepladsen er opdelt i tre felter, et stort midterfelt og to sidefelter. Spillerne står på en af de markerede sidefelter, mens bøhmanden (bussemanden) står på det andet sidefelt.
Når bøhmanden råber: "Hvem er bange for bøhmanden?", svarer spillerne: "Ingen!" og forsøger at løbe over midterfelt. Bøhmanden skal forsøge at fange spillerne. De spillere, der er fanget, skal nu hjælpe bøhmanden med at fange de andre.
Den, der bliver fanget sidst, har vundet.